# Ardara
Ardara (Àldara in sardo) è un comune italiano di 688 abitanti della città metropolitana di Sassari, nell'antica regione del Logudoro.

## Storia

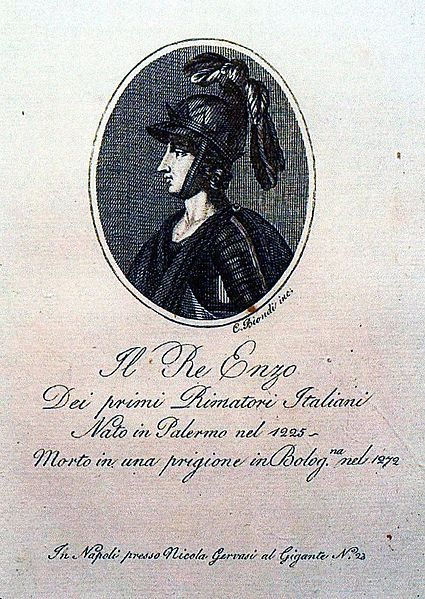
Re Enzo di Svevia

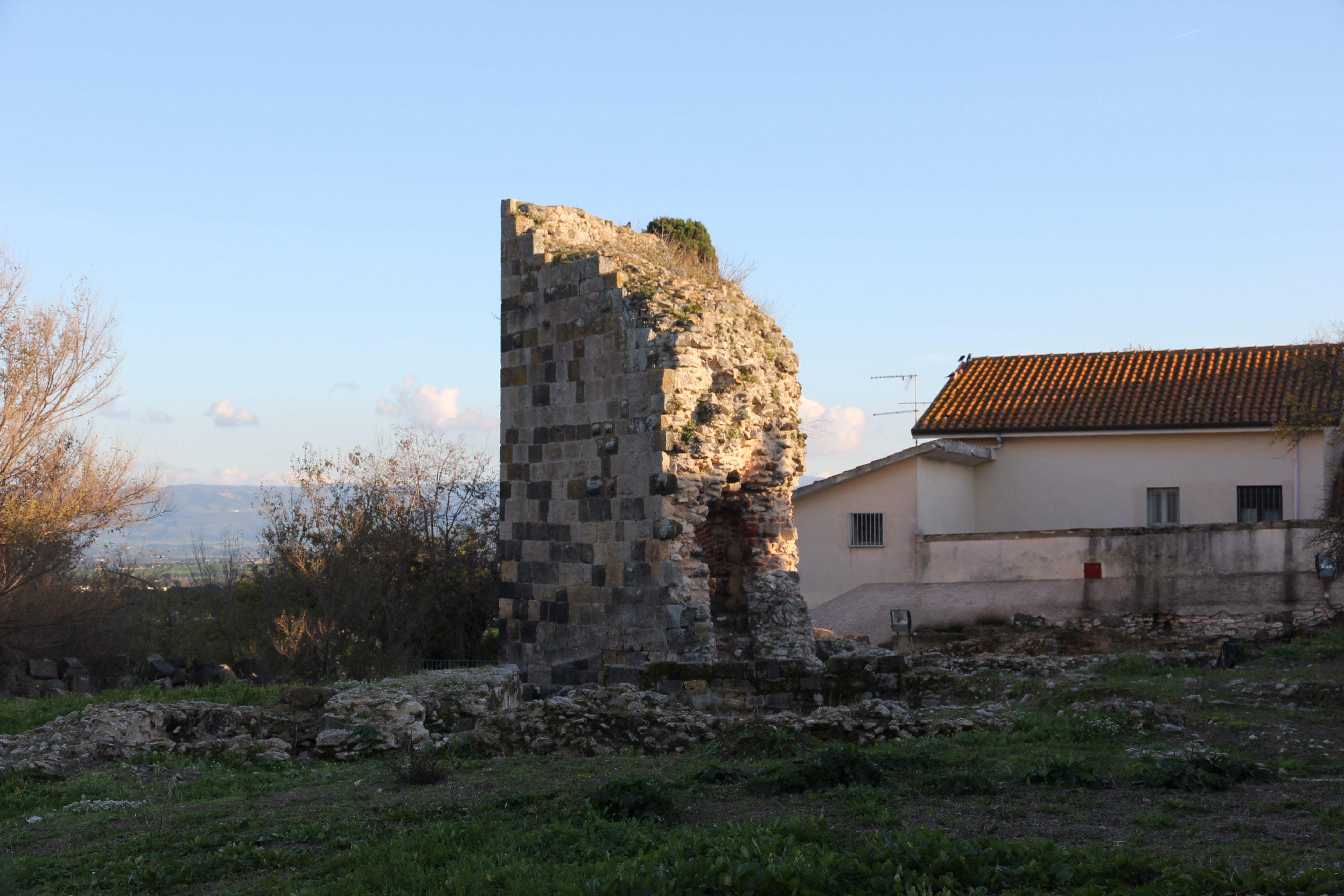
Ruderi del castello giudicale

Nel Medioevo Ardara fu una delle dimore fisse dei giudici di Torres e degli organi governativi: può essere considerata, pertanto, la sede di residenza privilegiata del regno dopo la decisione di trasferirvi la corte da Torres tra i secoli XI e XII. A quel periodo risalgono, infatti, i principali monumenti. I sovrani decisero di lasciare Porto Torres a causa del clima non salubre e per le continue minacce dei barbareschi: scelsero, dunque, Ardara per passarvi gran parte dell'anno, e il castello di Burgos per trascorrervi i mesi estivi.
Furono dunque costruiti il palaczio regis  (dove abitava il giudice con la famiglia e operavano il governo e la cancelleria), e la cappella palatina di Santa Maria del Regno, dove venivano celebrati i matrimoni, le intronizzazioni e i funerali della dinastia regnante dei Lacon-Gunale. 
Nella chiesa, dinanzi ad Alessandro, legato di Gregorio IX, e al primo consorte Ubaldo Visconti di Gallura, Adelasia di Torres sottoscrisse un atto di sottomissione alla Santa Sede, nel dicembre 1236, in cui la nominava erede in caso di mancanza di figli.
Fu l'energica donnikella Giorgia, sorella di Gonnario Comita, a chiamare ad Ardara le maestranze pisane per procedere alla loro costruzione. Il Palazzo (non castello) aveva un aspetto solenne, a più piani e varie finestre, con gli ingressi che davano sulla campagna: ai primi dell'800 ne rimanevano discreti resti, oggi si vede solo il residuo di una torre di 12 metri e pochi avanzi di mura. Intorno alla "reggia", vero fulcro del potere giudicale, vi erano altri edifici governativi o gentilizi.
La basilica è uno dei più significativi monumenti romanico-pisani della Sardegna: al suo interno, dietro
l'altare maggiore, è custodito il Retablo Maggiore di Santa Maria del Regno, un'opera di rilievo del Cinquecento sardo eseguita da Martin Torner e la predella da Giovanni Muru. Nella cripta sottostante è stata rinvenuta la tomba della regina Adelasia di Torres (regno: 1236-59) che morì nel non lontano castello del Goceano. La giudicessa, prima di ritirarsi a Burgos, trascorse lunghi periodi nel Palazzo di Ardara (dove nacque), anche con il secondo marito re Enzo di Svevia, figlio naturale dell'imperatore Federico II, che aveva sposato proprio a Santa Maria del Regno nel 1238.
La morte senza eredi di Adelasia, nel 1259 ca., causò la fine del giudicato di Torres e la sua spartizione a vantaggio dei Doria, dei Malaspina e del giudicato di Arborea. Ardara fu assegnata ai Doria e il suo declino fu lento e inesorabile.
Enzo di Svevia, comunque, nonostante il divorzio da Adelasia e il suo stato di prigionia a Bologna, continuò a fregiarsi del titolo di re di Torres, fino alla morte (1272).
Il castello fu inutilmente assediato nel 1326 dagli aragonesi e venne venduto nel 1355 da Damiano Doria al giudice di Arborea; il borgo seguì le sorti del castello. Occupato poi dagli aragonesi durante la guerra sardo-catalana, dopo la sconfitta degli arborensi divenne un feudo. All'inizio del XV secolo ne era in possesso Raimondo Ruisech, che lo vendette nel 1440 al sassarese Francesco Saba. Nel corso delle guerre tra Leonardo Alagon, marchese di Oristano, e Nicolò Carroz viceré aragonese dell'Isola, il castello fu inutilmente assediato da truppe del primo, capeggiate da Artaldo Alagon e da Giovanni De Sena visconte di Sanluri; le truppe vennero respinte e i due capitani furono costretti a rifugiarsi a Mores, dove vennero sconfitti (1478).
Il paese andò poi decadendo, decimato dalla peste.
Nel 1614 fu incorporato nel marchesato di Mores, feudo dei Manca, ai quali fu riscattato nel 1839 con la soppressione del sistema feudale, per cui divenne un comune amministrato da un sindaco e da un consiglio comunale.
Oggi è comunque un piccolo ridente borgo con un passato importante e una maestosa chiesa che lo sovrasta per ricordarlo.

### Simboli
Lo stemma e il gonfalone del comune di Ardara sono stati concessi con decreto del presidente della Repubblica del 9 ottobre 1981.
Vi è rappresentata la torre del castello giudicale, simbolo del paese.
Il gonfalone è un drappo partito di bianco e di rosso.

## Monumenti e luoghi d'interesse

### Architetture religiose
- Cappella palatina di Santa Maria del Regno, chiesa parrocchiale di Ardara in stile romanico, (XI secolo). Al suo interno il retablo maggiore.

- Chiesa di San Pietro
- Oratorio di Santa Croce in stile revival medievale.

### Architetture militari
- Ruderi del castello giudicale, (XI secolo).

### Siti archeologici
- Nuraghe Rio Runaghe

### Altro
- Anfiteatro comunale

## Società

### Evoluzione demografica
Abitanti censiti

### Lingue e dialetti
La variante del sardo parlata ad Ardara è quella logudorese settentrionale.

## Cultura

### Musei
- Museo Giudicale
- Mostra fotografica permanente della storia di Ardara

### Biblioteche
- Centro sociale polivalente, all'interno la biblioteca intitolata al parroco "Don Eugenio Cocco"

### Eventi
- Marzo - Chentinas de Su Regnu
- 8 - 9 - 10 maggio - Festa patronale Nostra Signora del Regno
- 22 maggio - Festa di Santa Rita
- Giugno - Festa di San Pietro
- Agosto - Ferragosto ardarese
- Settembre - Festa Di Santa Croce

## Economia
L'economia di Ardara è prevalentemente agro-pastorale. Presenti comunque anche attività commerciali.

## Amministrazione

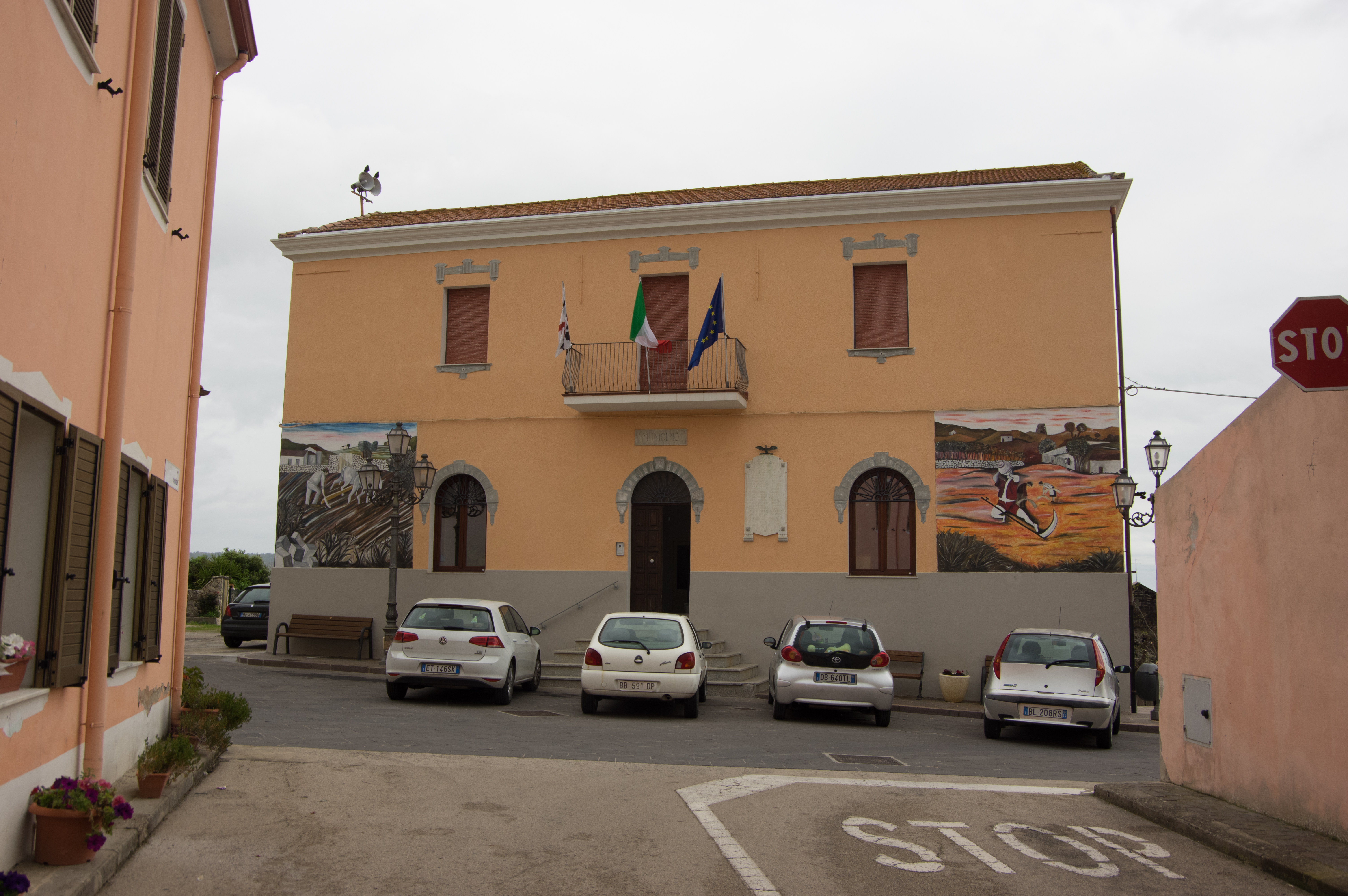
Municipio

| Periodo         | Periodo         | Primo cittadino       | Partito                                         | Carica  | Note   |
| --------------- | --------------- | --------------------- | ----------------------------------------------- | ------- | ------ |
| 6 giugno 1993   | 27 aprile 1997  | Paolo Giovanni Nuvoli | DC                                              | Sindaco | [ 11 ] |
| 27 aprile 1997  | 13 maggio 2001  | Paolo Giovanni Nuvoli | liste civiche di centro-destra                  | Sindaco | [ 12 ] |
| 13 maggio 2001  | 28 maggio 2006  | Giuseppe La Grassa    | lista civica                                    | Sindaco | [ 13 ] |
| 28 maggio 2006  | 15 maggio 2011  | Paolo Giovanni Nuvoli | lista civica                                    | Sindaco | [ 14 ] |
| 15 maggio 2011  | 5 giugno 2016   | Francesco Dui         | lista civica "Continuità e sviluppo per Ardara" | Sindaco | [ 15 ] |
| 6 giugno 2016   | 11 ottobre 2021 | Francesco Dui         | lista civica "Progetto Comune per Ardara"       | Sindaco | [ 16 ] |
| 11 ottobre 2021 | in carica       | Francesco Dui         | lista civica "Progetto comune per Ardara"       | Sindaco | [ 17 ] |

## Sport
- Supporters Rossoblu Ardara, militanti nel campionato FIGC di terza cattegoria.
- I Centauri Bikers

### Impianti sportivi
- Piscina comunale
- Stadio "Bobbore Piu"
- Palestra